# Граф Морнінгтон

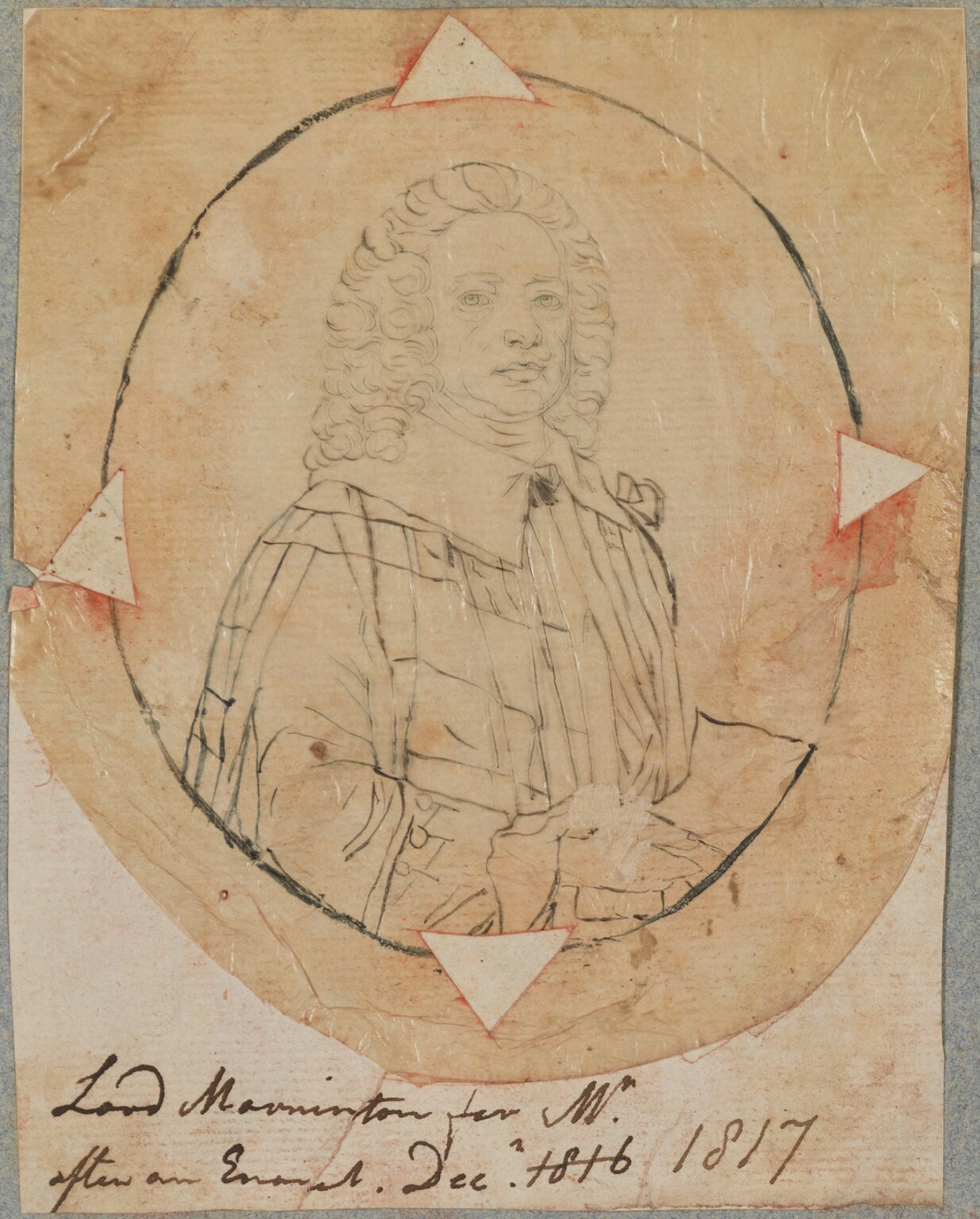
Річард Веслі – І барон Морнігтон. Малюнок Генрі Пірса Боуна.

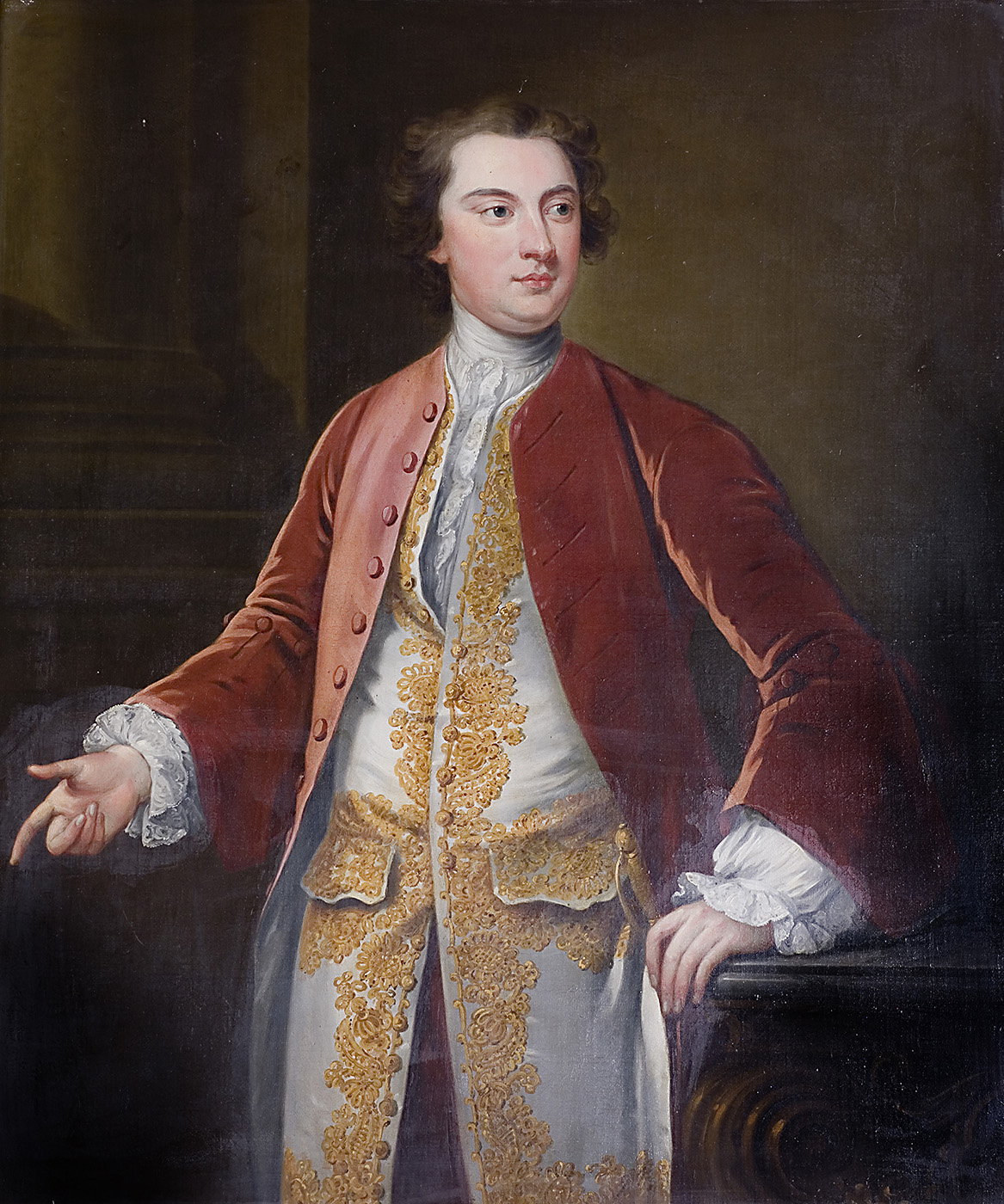
Гаррет Веслі – І граф Морнігтон.

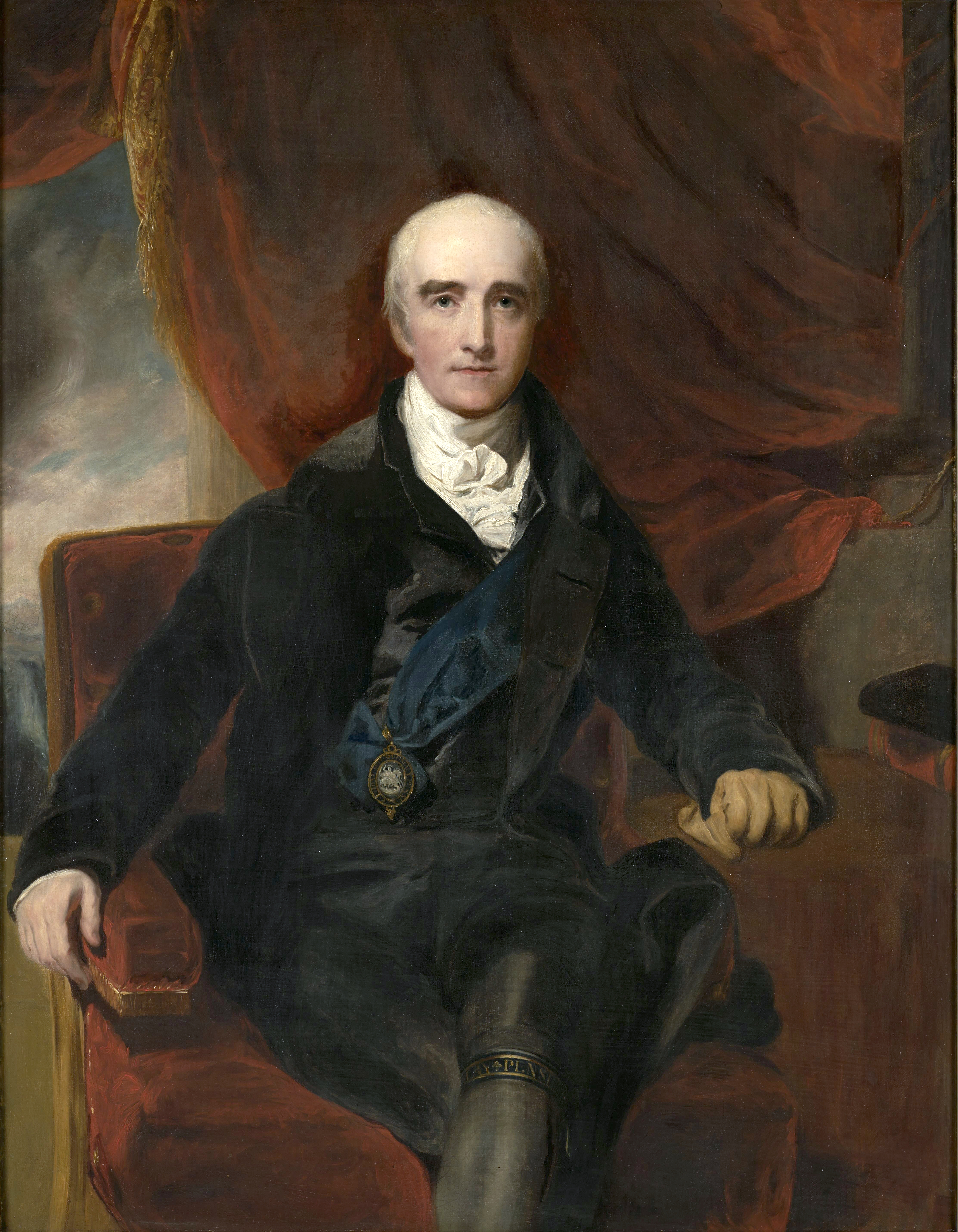
Річард Веслі – І маркіз Морнігтон. Картина худ. Томаса Лавренса.

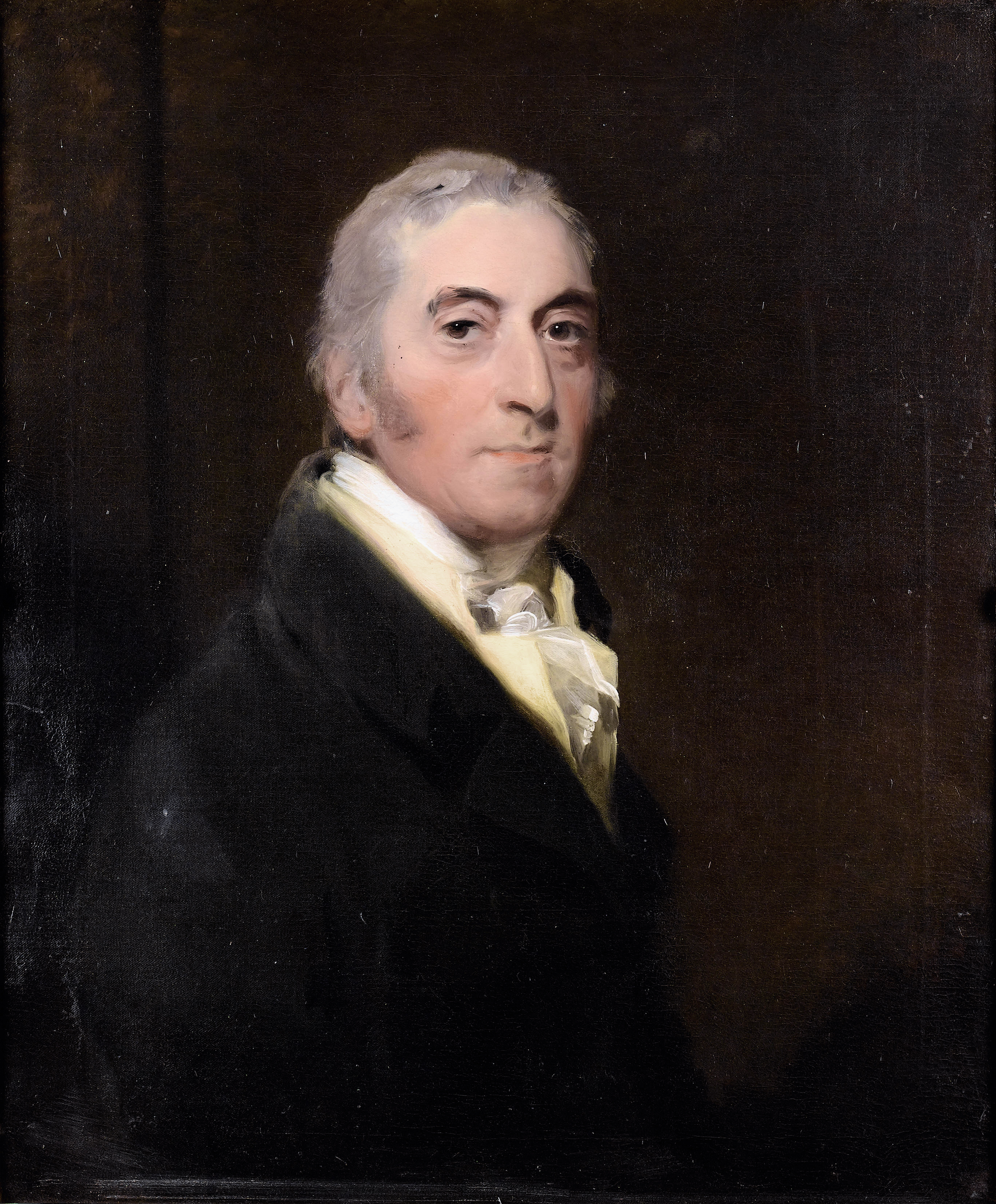
Вільям Веллслі-Поул – ІІІ граф Морнігтон. Картина худ. Томаса Лавренса.

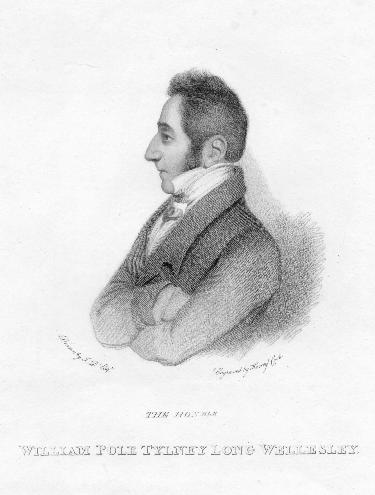
Вільям Поул-Тілні-Лонг-Веллслі (1788 – 1857) – IV граф Морнінгтон.

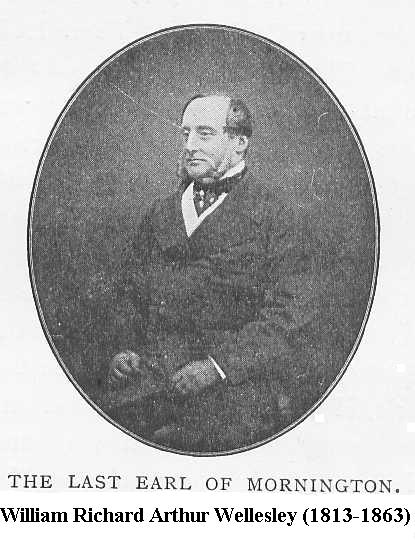
Вільям Річард Артур Поул-Тілні-Лонг-Веллеслі (1813 – 1863) – V граф Морнінгтон.

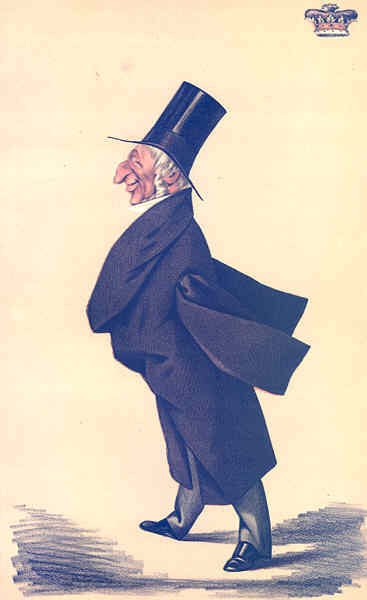
Артур Веллслі – VI граф Морнінгтон. Карикатура «Син Ватерлоо» із серії «Ярмарка марнославства» худ. Адріано Чецціоні.

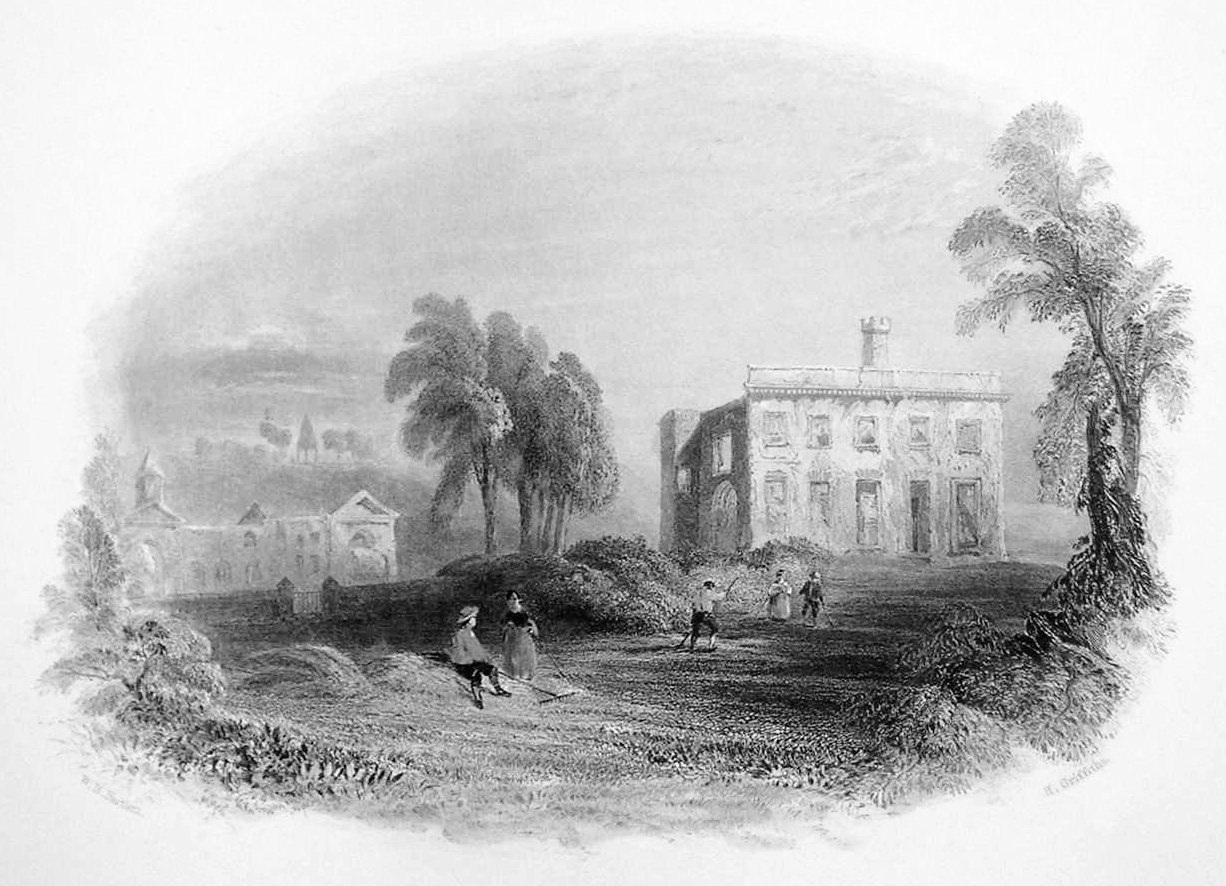
Замок Данган-Кастл.

Граф Морнігтон (англ. – Earl of Mornington) – аристократичний титул в перстві Ірландії.

## Історія графів Морнінгтон
Титул граф Морнінгтон був створений в перстві Ірландії в 1760 році для ірландського політика і композитора Гаррета Веллслі – ІІ барона Морнінгтон. Після смерті V графа Морнігтон титул перейшов до герцога Веллінгтон. З того часу титул використовувався як ввічлива форма звертання до спадкоємця титулу герцога Веллінгтон. 
І граф Морнінгтон був сином Річарда Веллслі – І барона Морнінгтон. Річард Веслі при народжені мав ім’я Річард Коллі. Отримав титул барона Морнінгтон з Морнінгтона в перстві Ірландії в 1746 році. Річард успадкував маєтки свого двоюрідного брата Гаррета Веллслі в 1728 році. Це були маєтки Данган та Морнінгтон. У тому ж році він змінив своє прізвище за дозволом корони на прізвище Веслі. Річард Коллі (як його охрестили) народився приблизно в 1690 році, був сином Генрі Коллі (помер у 1700 році) і та Мері - дочки сера Вільяма Ашера. Він закінчив Трініті-коледж у Дубліні, отримавши ступінь бакалавра в 1711 році і ступінь магістра в 1714 році. Протягом року він обіймав посаду камергера Суду фінансів (Ірландія). У 1729 – 1746 роках він був депутатом Палати громад парламенту Ірландії і представляв Трім. Він був верховним шерифом графства Міт в 1734 році, а 9 липня 1746 року отримав титул барона Морнінгтон в перство Ірландії. Його онук, що описав свого діда як «цивілізованого та ексцентричного сільського джентльмена». Мері Ділані (яка була хрещеною матір’ю Гаррета) відвідала замок Данган у 1748 році після 17-річної перерви писала в своєму щоденнику, що застала Річарда «таким самим добродушним, приємним чоловіком, яким він був під час мого останнього візиту», і похвалила його як людину з найбільшими заслугами та найменшими вадами з усіх людей, кого вона знала, писала, що він цінував багатство лише як засіб зробити інших людей щасливими. Він пишався та виховував музичний талант свого сина, але він також був екстравагантним і помер у боргах, поклавши початок циклу сімейних боргів, що в кінцевому підсумку призвело до того, що його старший онук Річард продав замок та маєток Данган через 40 років.
Його син Гаррет Веллслі отримав титул графа Морнінгтон в 1760 році. У той же час він отримав титул віконта Веллслі із замку Данган, що в графстві Міт в перстві Ірландії. Він мав 7 синів і 2 дочки. Його четверо з семи синів стали відомими людьми і були нагороджені титулами. Його третім сином був Артур Веллслі, що був нагороджений титулом І герцог Веллінгтон за перемогу над Наполеоном Бонапартлм в битві під Ватерлоо в 1815 році. Його п’ятий син Герні Веллслі став відомим дипломатом і отримав титул І барон Коулі (Ковлі).  Гаррет Веслі народився в родинному маєтку Данган-Касл, що поблизу Саммерхіл, селища поблизу Трім в графстві Міт, Ірландія. Він був сином Річарда Веслі – І барона Морнінгтон та Елізабет Сейл (дочка Джона Сейла – реєстратора Дублінської єпархії). Він здобув освіту в Трініті-коледжі в Дубліні, і пізніше був обраний першим професором музики Трініті-коледжу в 1764 році. З раннього дитинства він виявляв надзвичайний талант до гри на скрипці, і незабаром почав створювати власні твори. Як композитора його пам’ятають головним чином за такі веселі мелодії, як «Тут, у прохолодному гроті» (слова Вільяма Шенстона) та за подвійний англіканський спів. Майбутній герцог Веллінгтон один із його нащадків успадкував щось від його музичного таланту. Гаррет Веслі був обраний депутатом Палати громад парламету Ірландії і представляв Трім у 1757 - 1758 роках. У 1759 році він був призначений на посаду «Охоронця рукописів» графства Міт, а в 1760 році, на знак визнання його музичних і філантропічних досягнень, він отримав титул віконта Веллслі з замку Данган в графстві Міт і титул графа Морнінгтон. Він був масоном, був обраний Великим Магістром Великої Ложі Ірландії в 1776 році. Як і його батько, він недбало ставився до грошей, і його рання смерть призвела до фінансового краху родини, що потім підштовхнуло родину до рішення продати всі свої ірландські маєтки. 6 лютого 1759 року він одружився з Енн Хілл-Тревор – старшою дочкою банкіра Артура Хілла-Тревора – І  віконта Данганнона та його дружини Енн Стаффорд. Його хрещена мати, відома письменниця Мері Ділані, писала, що шлюб був щасливим, незважаючи на відсутність його фінансового сенсу. У них було дев'ятеро дітей, більшість з яких стали відомими. 
Титул успадкував його старший син Річард Веллслі, що став ІІ графом Морнінгтон. Саме він почав використовувати прізвище Веллслі замість Веслі. Він був видатним військовим діячем, дипломатом, політиком. У 1797 році він отримав титул барона Веллслі з Веллслі, що в графстві Сомерсет в перстві Великої Британії. Це дало йому право були депутатом палати лордів в перстві Великої Британії. У 1799 році він отримав титул маркіза Веллслі з Норри в перстві Ірландії. Але він був гірко розчарований тим, що не отримав титулу герцога або хоча б високого титулу в перстві Великої Британії, а тільки титул барона. Він назвав свій ірландський маркізат «картоплею в позолоті». Він мав кількох дітей від своєї французької коханки Гіацинти Габрієль Роланд – вони одружилися вже після народження дітей. Одна з його дочок – Енн друге одружилась з Чарльзом Бентінком і завдяки цьому стала прапрапрабабусею королеви Англії Єлизавети ІІ. 
Але законних дітей Річард Веллслі не мав, тому титули барона та маркіза зникли після його смерті в 1842 році. Титул графа успадкував його молодший брат Вільям Веллслі-Поул – І барон Меріборо, що став ІІІ графом Морнінгтон. Він став відомим політиком, обіймав посаду головного секретаря Ірландії в 1809 – 1812 роках, посаду канцлера казначейства Ірландії в 1811 – 1812 роках. За дозволом корони він взяв у 1781 році додаткове прізвище Поул після успадкування маєтків від свого двоюрідного брата Вільяма Поула. У 1798 році він отримав нове прізвище Веллслі-Поул замість Веслі-Поул. У 1821 році пін отримав тиул барона Меріборо з Меріборо, що в графстві Квінс в перстві Великої Британії. 
Титул успадкував його син Вільям-Тілні-Лонг-Веллслі, що став IV графом Морнінгтон. Він одружився з Кетрін – дочкою і спадкоємицею  сера Джеймса Тілні-Лонга – VII баронета Тілні-Лонг. Серед лондонських аристократів вона була відома як «спадкоємиця Вітлтширу» і вважалася найбагатшою «простолюдинкою» в Англії. У шлюбі Вільям взяв за дозволом корони додаткові прізвища Тілні та Лонг. IV графа Морнінгтон запам’ятали за його розсіяний спосіб життя, що призвів до повного розорення сімейного маєтку Тілні-Вондстед-Хаус. 
Титул успадкував його старший син, що став V графом Морнінгтон. Він став предметом запеклої боротьби за опікунство над ним між його батьком і двома тітками по материнській лінії, що мали жахливий характер і хотіли, щоб він був переданий під опіку його двоюрідного дядька герцога Веллінгтон. Пізніше він мав судову справу зі своїм батьком через продаж маєтку Драйкот-Хаус. Він помер неодруженим у 1863 році і титул барона Меріборо зник. Всі його земельну власність, всі його маєтки, що лишились успадкував його двоюрідний брат Генрі Веллслі – І граф Коулі. Його ірландські титули успадкував його двоюрідний брат Артур Веллслі – ІІ герцог Веллінгтон. З того часу титул графа Морнінгтон використовувався як форма ввічливості при звертанні до спадкоємців титулу герцога Веллінгтон та маркіза Доуро.      
На сьогодні титулом граф Морнінгтон володіє Артур Веллслі.
Родина Веслі або Веллслі походить від сера Річарда де Веллслі (XV століття). Його онук сер Вільям Веллслі (помер у 1602 р.) жив у замку Данган, графство Міт. Родові маєтки успадковувались по чоловічій лінії. Одна з дочок Веллслі – Елісон вийшла заміж за Джона Кьюсака. Їхній син сер Томас Кьюсак був лордом-канцлером Ірландії в 1551 - 1554 роках.  Його дочка Кетрін вийшла заміж за сера Генрі Коллі (Коулі) із замку Карбері, графство Кілдер. Їхній онук сер Генрі Коллі представляв Монаган в парламенті Ірландії. Один із синів сера Генрі - Дадлі Коллі (Коулі) був депутатом парламенту Ірландії від Філіпстауна. Його син Генрі Коллі (Коулі) був батьком Генрі Коулі, що був депутатом Палати громад парламенту Ірландії і Гаррета Веслі – І барона Морнінгтон. Гаррет Веслі (помер у 1728 році) був нащадком сера Вільяма Веллслі (помер у 1602 році), а також сином Елізабет – дочки Дадлі Коллі, також дідуся по батьковій лінії І барона Морнінгтон. 
Резиденцією родини Веллслі був замок Данган, що поблизу Саммерхіл, графство Міт, Ірландія. Дублінською резиденцією родини був Морнінгтон-хаус на Мерріон-стріт. 

## Барони Морнінгтон (1746)
- Річард Уеслі (1690 – 1758) – І барон Морнінгтон
- Гаррет Уеслі (1735 – 1781) – ІІ барон Морнінгтон (нагороджений титулом граф Морнінгтон у 1760 році)

## Графи Морнінгтон (1760)
- Гаррет Веслі (1735 – 1781) – І граф Морнінгтон
- Річард Веллслі (1760 – 1842) – ІІ граф Морнінгтон (нагороджений титулом барон Веллслі в 1797 році і маркіз Веллслі в 1799 році)
- Вільям Веллслі-Поул (1763 – 1845) – ІІІ граф Морнінгтон
- Вільям Поул-Тілні-Лонг-Веллслі (1788 – 1857) – IV граф Морнінгтон
- Вільям Річард Артур Поул-Тілні-Лонг-Веллеслі (1813 – 1863) – V граф Морнінгтон
- Артур Річард Веллслі (1807 – 1884) – ІІ герцог Веллінгтон, VI граф Морнінгтон

## Маркізи Веллслі (1799)
- Річард Веллслі (1760 – 1842) – І маркіз Веллслі, ІІ граф Морнінгтон

## Барони Меріборо (1821)
- Вільям Веллслі-Поул (1763 – 1845) – І барон Меріборо (успадкував титул графа Морнінгтон в 1842 році)